# Erdőbényei Fás Legelő Természetvédelmi Terület

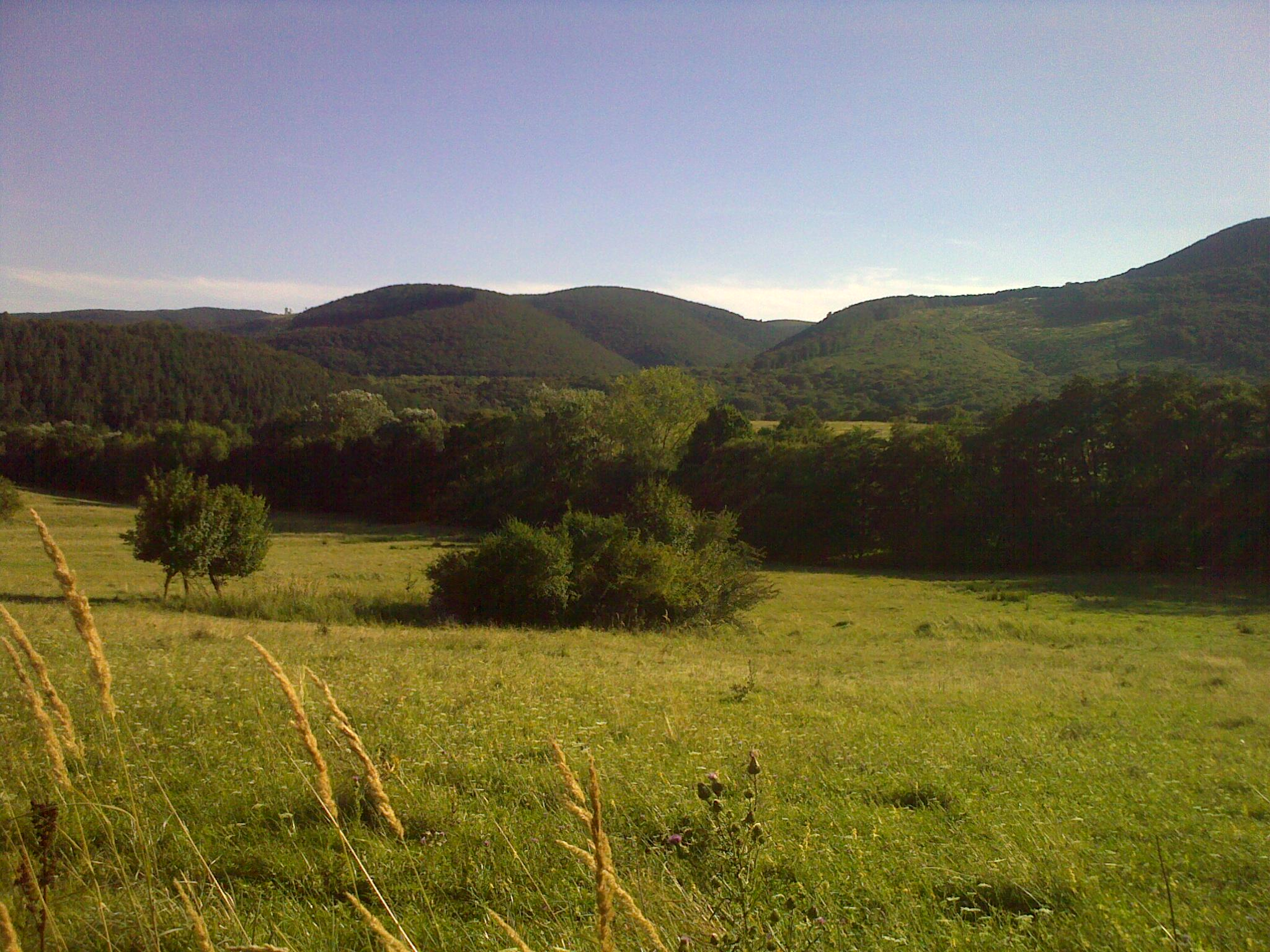
Erdőbényei Fás Legelő

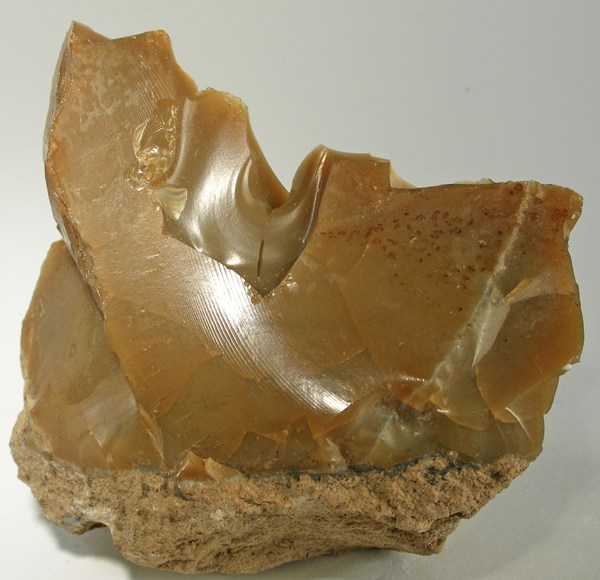
Opál

Az Erdőbényei Fás Legelő Természetvédelmi Terület az Aggteleki Nemzeti Park Igazgatóságához tartozik. 1990-ben 195 hektáron létesült, Erdőbénye Aranyos-völgy területén. A terület érdekességei az opál-előfordulás és maga a fás legelő, mely egykori, mára már szinte teljesen kiirtott zárt erdők maradványa, melyeknek jellemzői a területen itt-ott elszórtan magányosan álló, úgynevezett hagyásfák, amelyek alatt legeltetés folyik, s egyben hűs árnyat adnak a legelő állatoknak a nyári forróságban is.
A terület megközelíthető a Miskolc–Sátoraljaújhelyi 37-es útról, Szegilongnál letérve Erdőbénye felé.

## Földrajza
A fás legelőkből mára már nagyon kevés maradt fenn, itt a Zemplénben ez az egyetlen, a többi a Csereháton, a Dunántúlon és Szatmárban található.
A területen a védetté nyilvánítás célja elsődlegesen a hazai viszonylatban is egyre ritkább fás legelő tájképi értékének, és a hozzá kapcsolódó florisztikai és faunisztikai elemeknek a megőrzése, valamint az itt előforduló opálváltozatok helyének, mint ritka lelőhelynek a védelme.
Az Erdőbényei medencéhez tartozó Természetvédelmi Területen a kőzeteket az utóvulkáni működés és a felszínformáló erők együttes hatása alakította a védett kvarc- és opálváltozatokat.
A terület elhagyott bányájában fejtették egykor az ország legkeményebb andezitjét, melyből a szinte soha el nem koptatható kockakövek készültek, a legelőre vezető gyalogút szomszédságában pedig egy újabb bánya munkagödrének maradványa, benne sárgásbarna, áttetszően csillogó eres, kagylós törésű opáldarabokkal, e helyet a szakemberek máj-opál kibúvásnak mondják. A hely egykor az opálgyűjtőknek is kedvenc helye volt.
Az Aranyos-patak völgyének égeresei és a velük kapcsolatban lévő gyertyános-tölgyesek bár kismértékben, de hegyvidéki jellegűek, a medence középső és déli részeinek sztyepp-erdősztyepp jellegű vegetációi pedig inkább pannon hatásról árulkodnak, magán viselve az évszázados emberi beavatkozások és hagyományos tájhasználat nyomait is.
A védett területen a gyep a legeltetés következményeként másodlagosan alakult ki, melyet leginkább csenkeszek (Festuca spp.) uralnak. A  terület feltételezhető eredeti erdőtársulása  a kocsánytalan- (cseres) tölgyes lehetett (Quercetum petreae-cerris), valamint kisrészben gyertyános-tölgyes (Querco petreae-Carpinetum).

## Növényvilága
A terület jellemzői a verescsenkeszes- és franciaperjés rétek (Anthyllido-Festucetum rubrae, Pastinaco-Arrhentheretum), angolperjés-cincoros legelők (Lolio-Cynosuretum), váltakozva spontán cserjésedő erdősödő területekkel, szeder, galagonya és vadrózsa fajokkal, köztük elszórtan hatalmas kocsánytalan tölgyek és gyertyánok állnak.
A területet északi-északnyugati határán, az Aranyos-patak és a Liget-major egy részét gyertyános-tölgyesek határolják, hársas-kőrisesekkel és égerligetekkel vegyesen.
A mozaikosan előforduló vegetáció, gazdag flórával rendelkezik. A gyepek mind a hegyvidéki kaszálórétek, mind a völgyalji kaszálók jellegzetességeit magukon viselik, a tölgyesek, gyertyánosok, cserjések fajgazdagságával együtt.
A gyertyános-tölgyesekben előfordul az erdélyi csillagvirág (Scilla kladnii) valamint a madárfészek kosbor (Neottia nidus-avis). Jelentős természeti és tájképi értékeket képviselnek az itt található idős hagyásfák és a fás legelő jelleg.

## Állatvilága
A kétéltűek közül előfordul itt a sárgahasú unka (Bombina bombina), a hüllők közül pedig a keresztes vipera (Vipera berus).
A madarak közül a karvalyposzáta (Sylvia nisoria), tövisszúró gébics (Lanius collurio), sárgarigó (Oriolus oriolus), búbos banka (Upopa epops), valamint a harkályfélék közül a nagy tarka harkály (Dendrocopos major), közép tarka harkály (Dendrocopos medius) és a balkáni fakopáncs (Dendrocopos syriacus) fordul elő.
Több fajnak van itt táplálkozó területe is, ezek közül legjelentősebbek a fekete gólya (Ciconia nigra), parlagi sas (Aquila heliaca), békászó sas (Aquila pomarina) és a kígyászölyv (Circaetus gallicus).
Az emlősök közül előfordul a vadmacska (Felis sylvestris) is, de rendszeresen megfigyelhető az őz (Capreolus capreolus), szarvas (Cervus elaphus) és a vaddisznó (Sus scrofa) is.

## Galéria

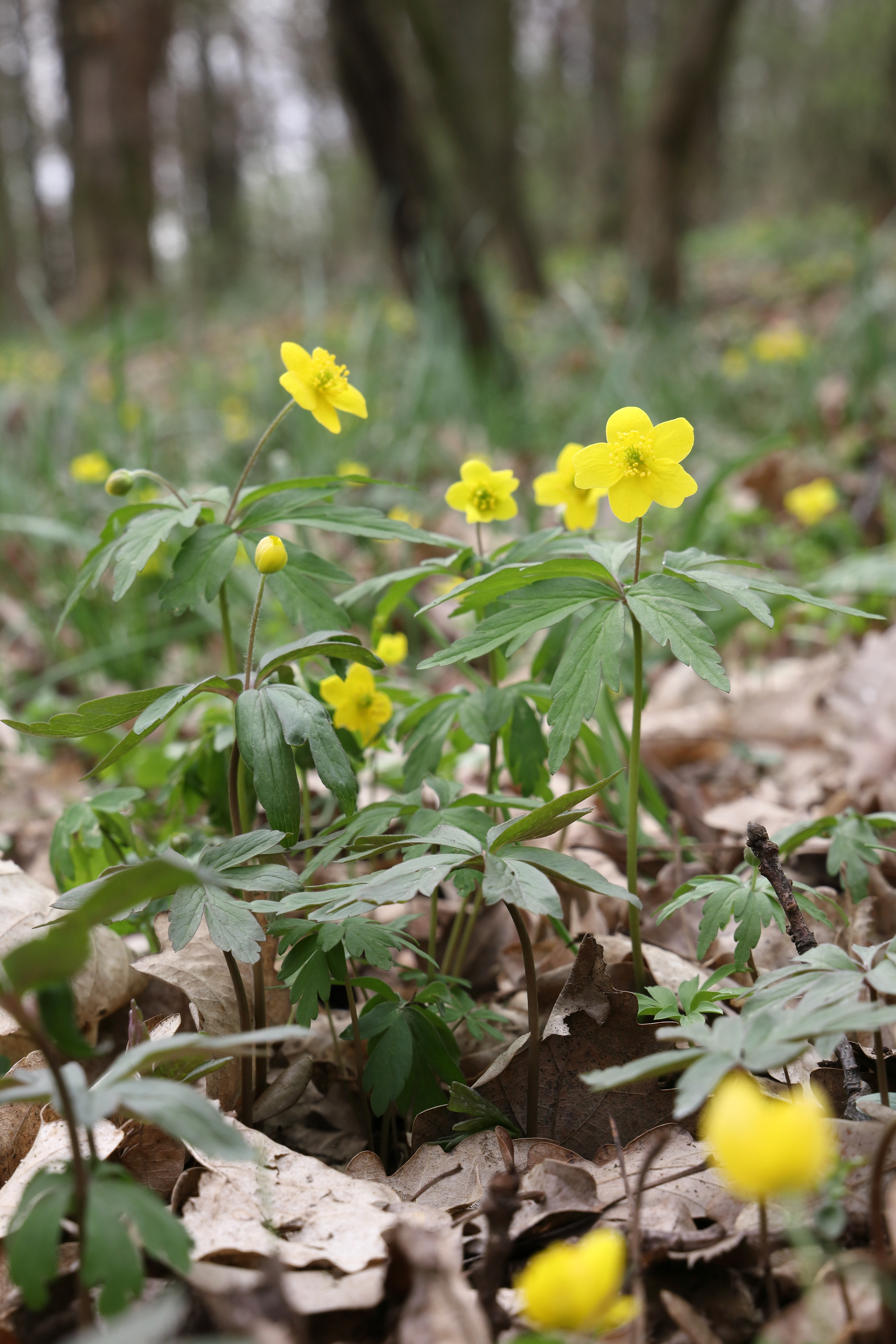
Gyertyános-tölgyes aljnövényzete tavasszal
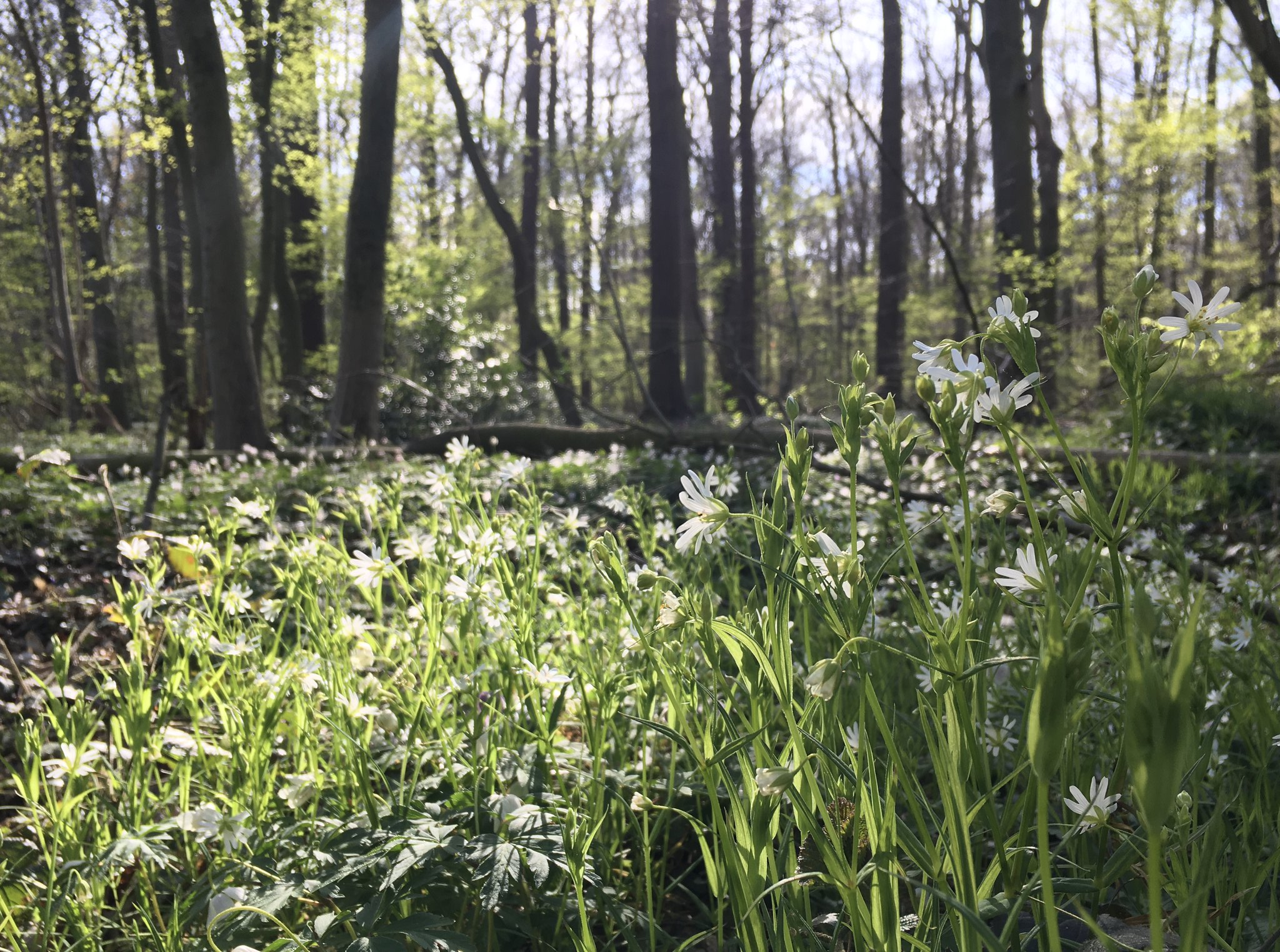
Gyertyános-tölgyes aljnövényzete
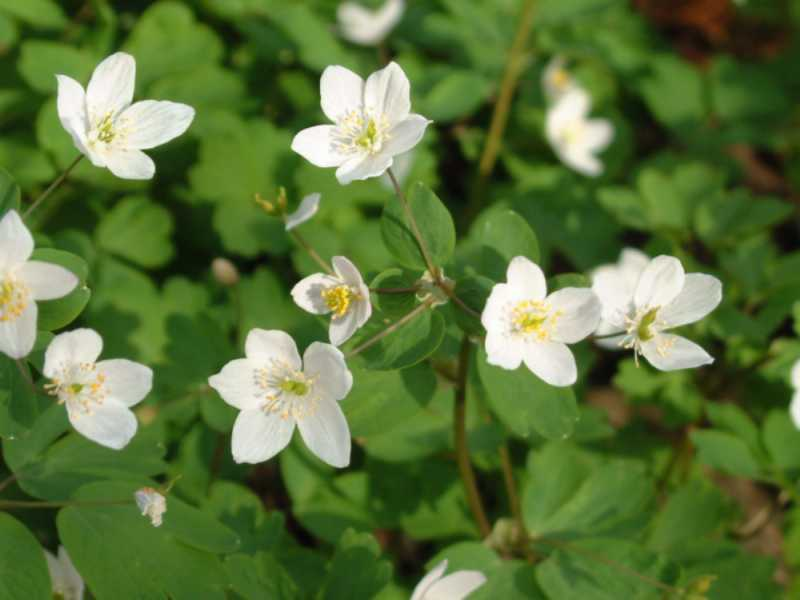
Erdei galambvirág
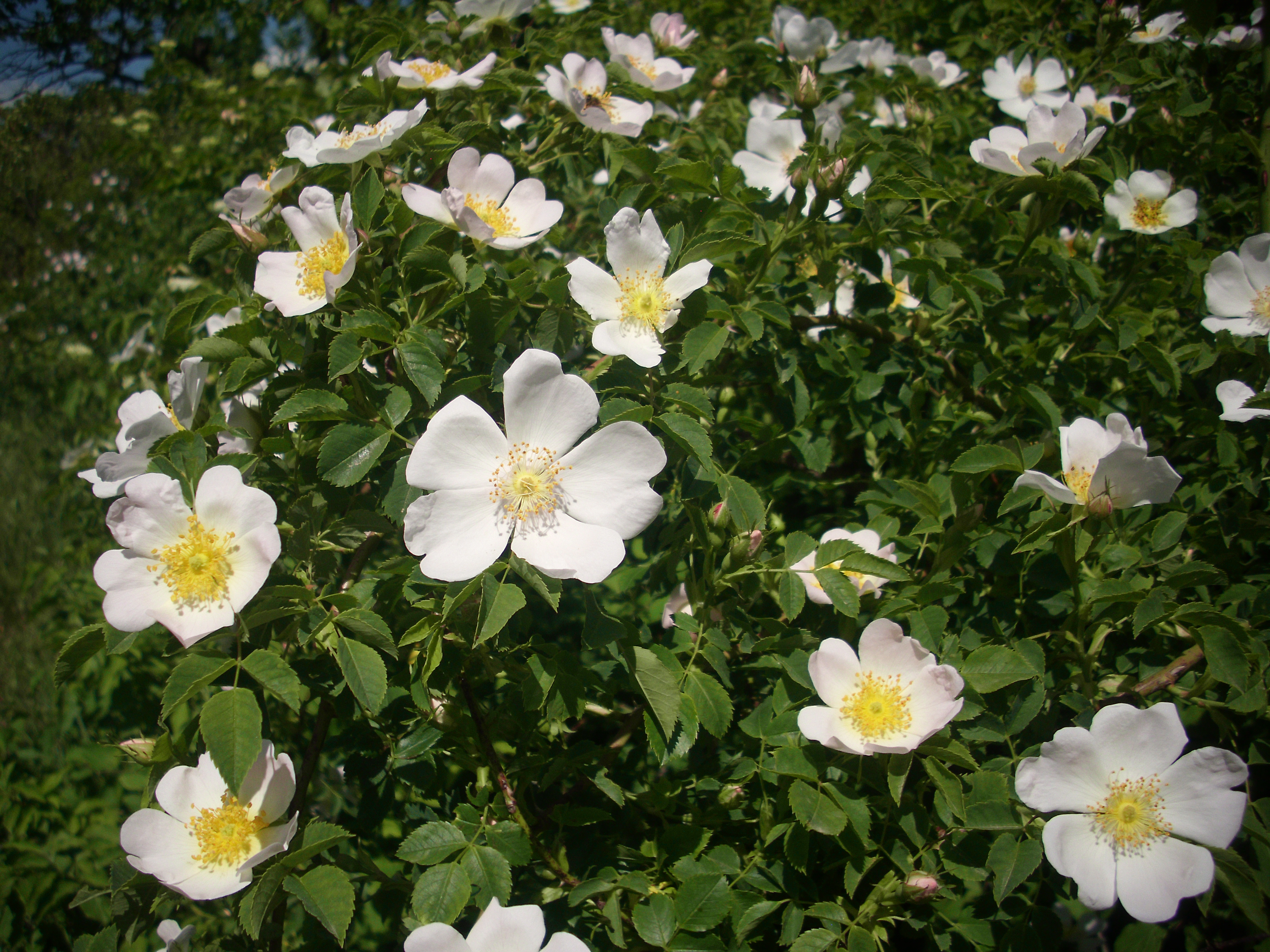
Vadrózsa virága
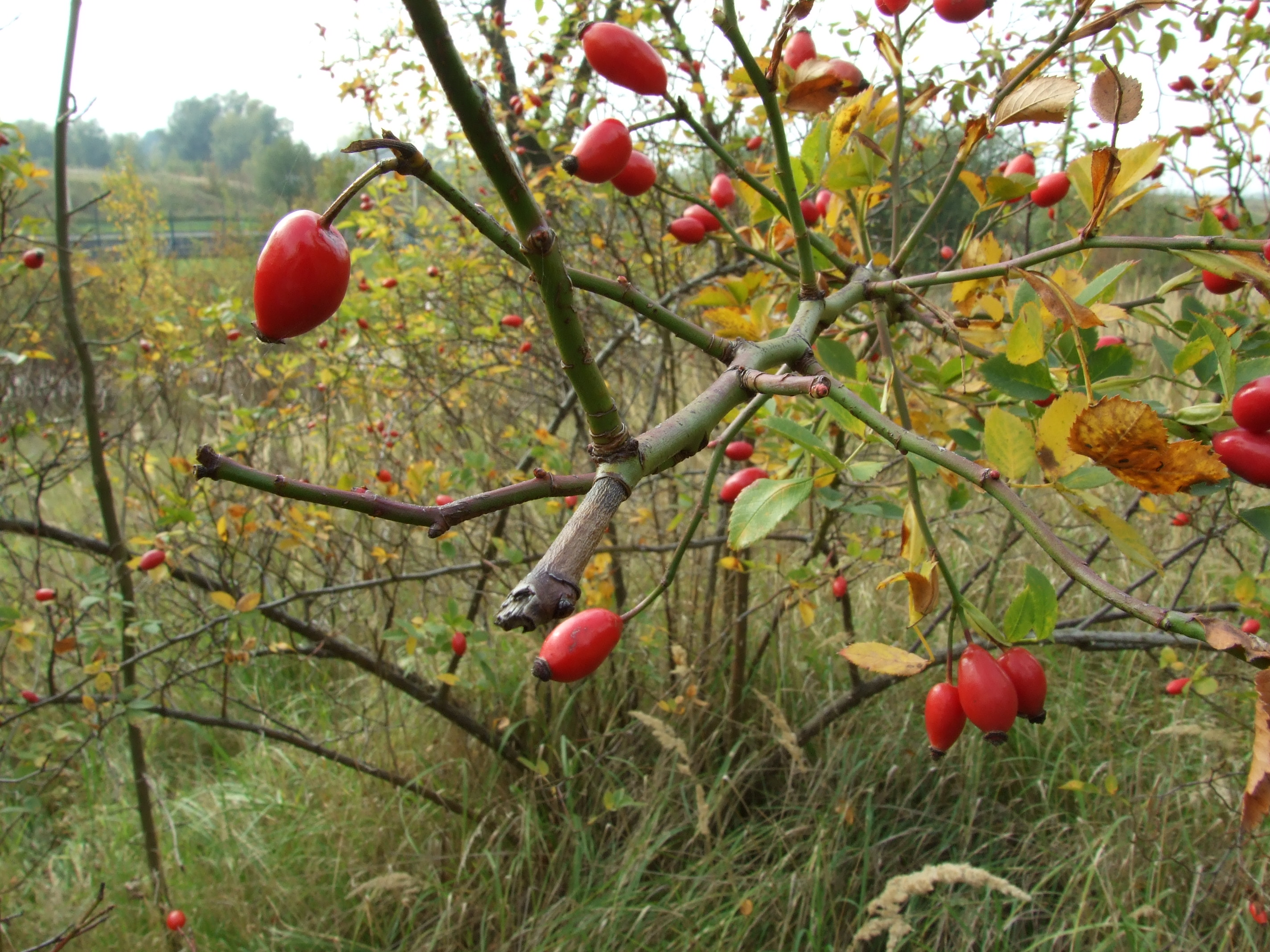
Vadrózsa termése
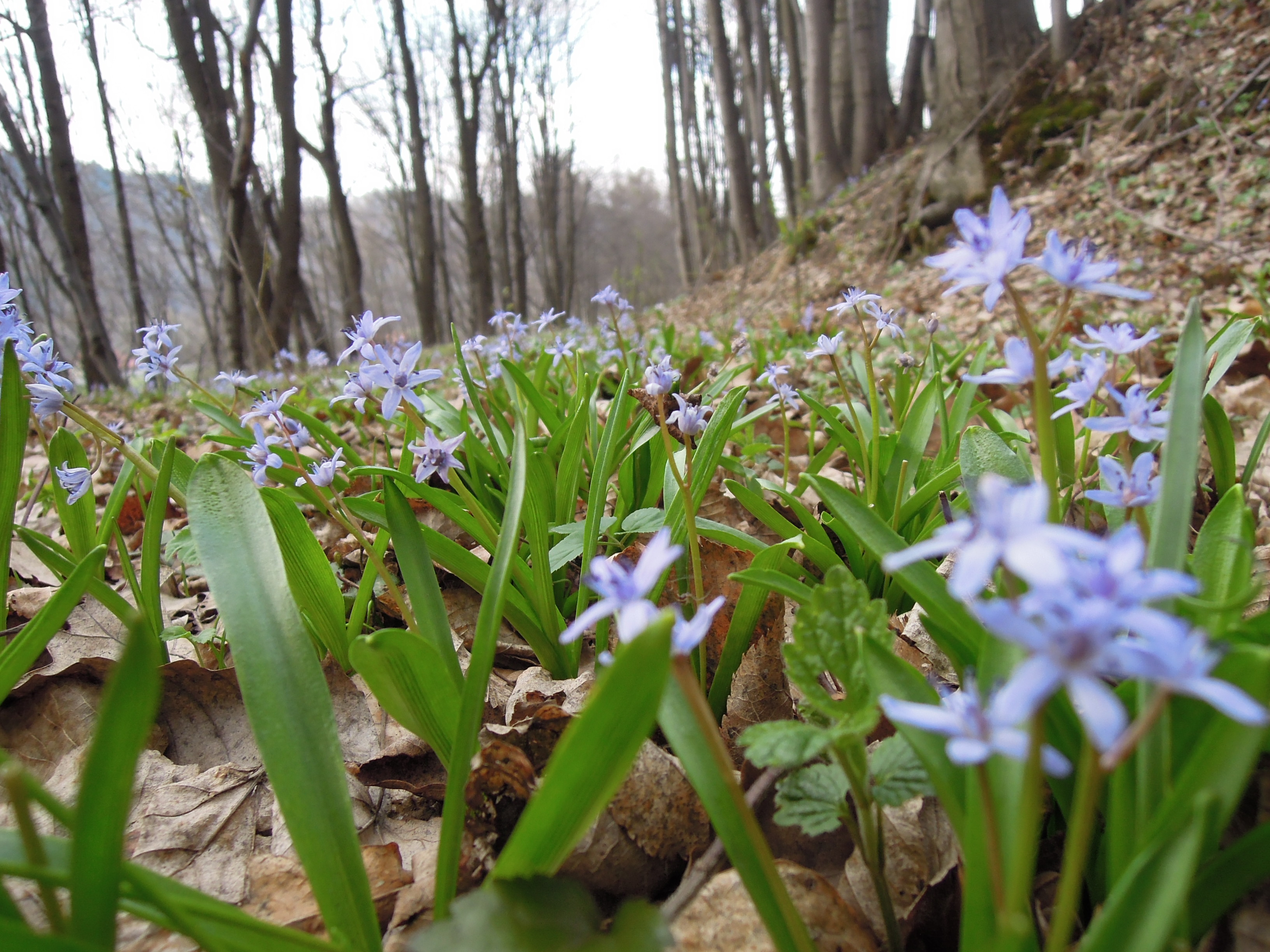
Erdélyi csillagvirág
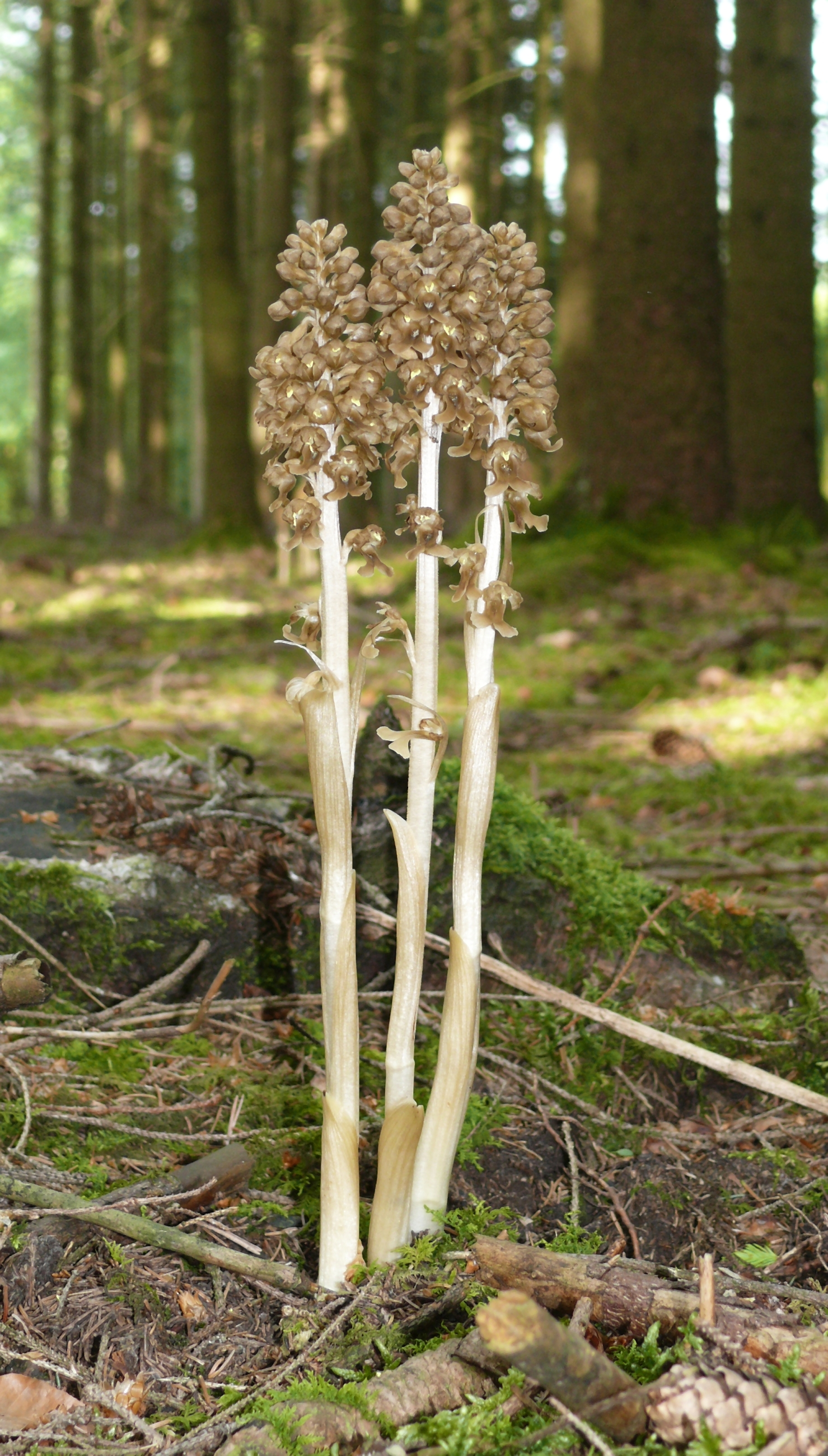
Madárfészekkosbor
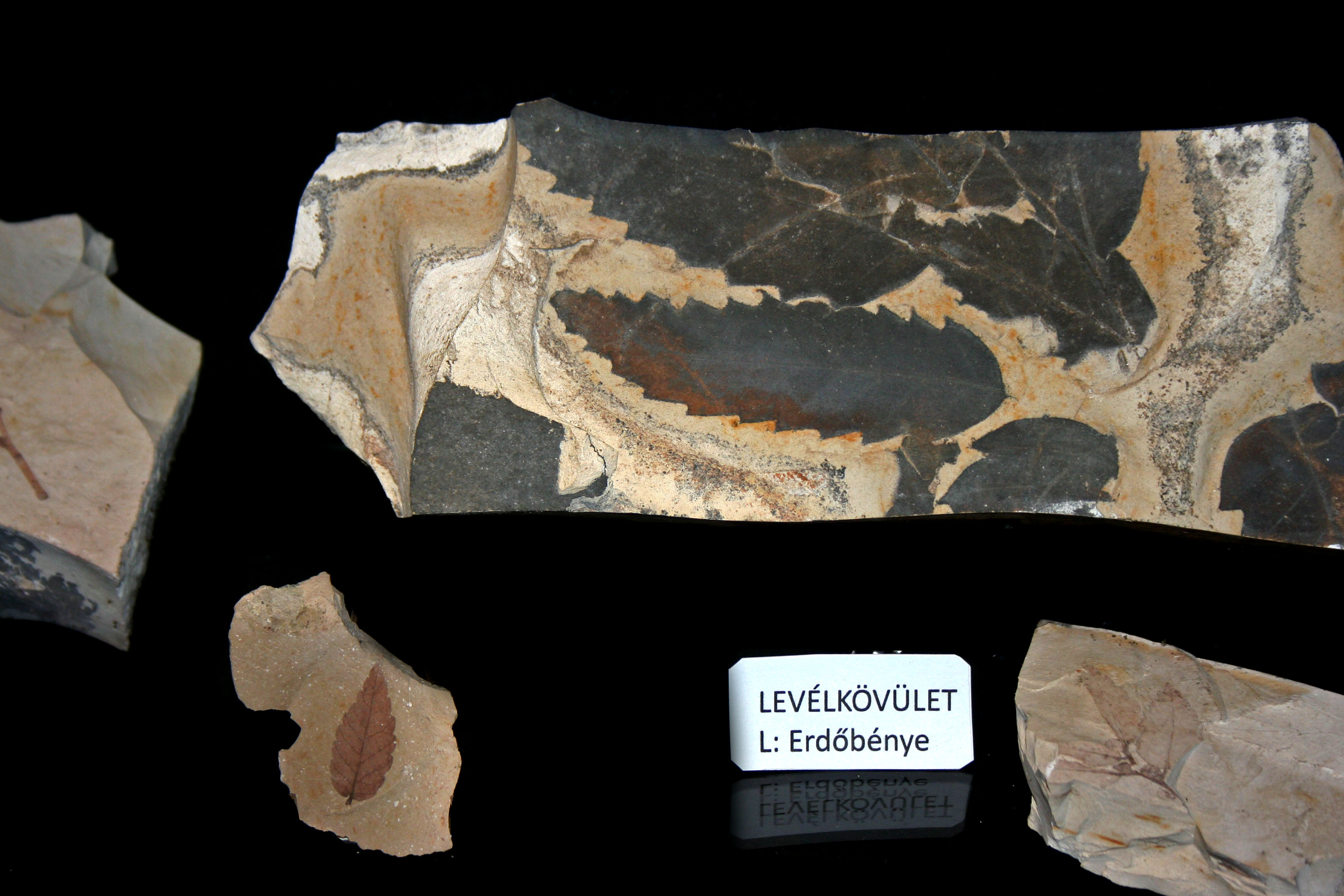
Erdőbénye, levélkövület
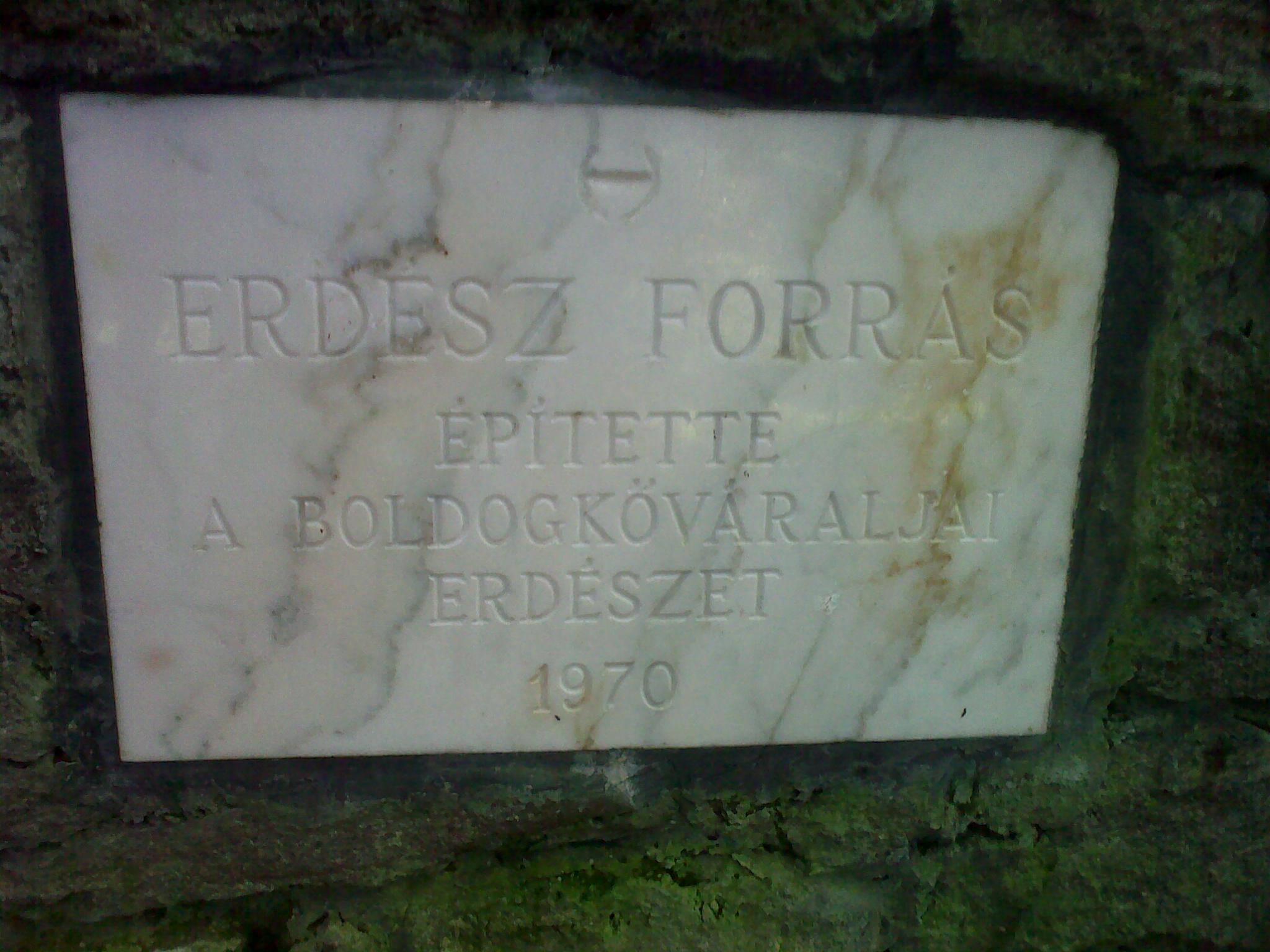
Erdész forrás
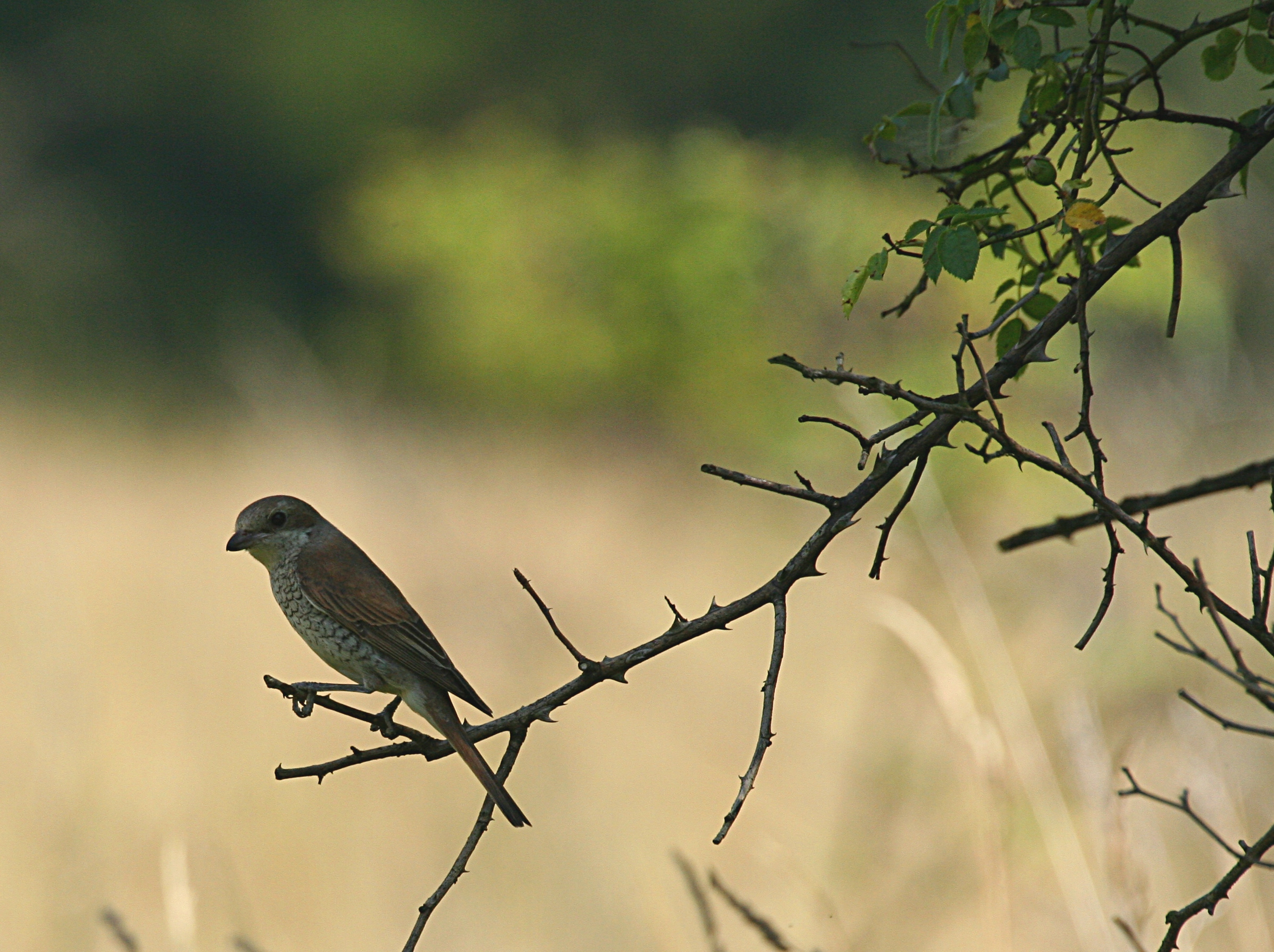
Tövisszúró gébics
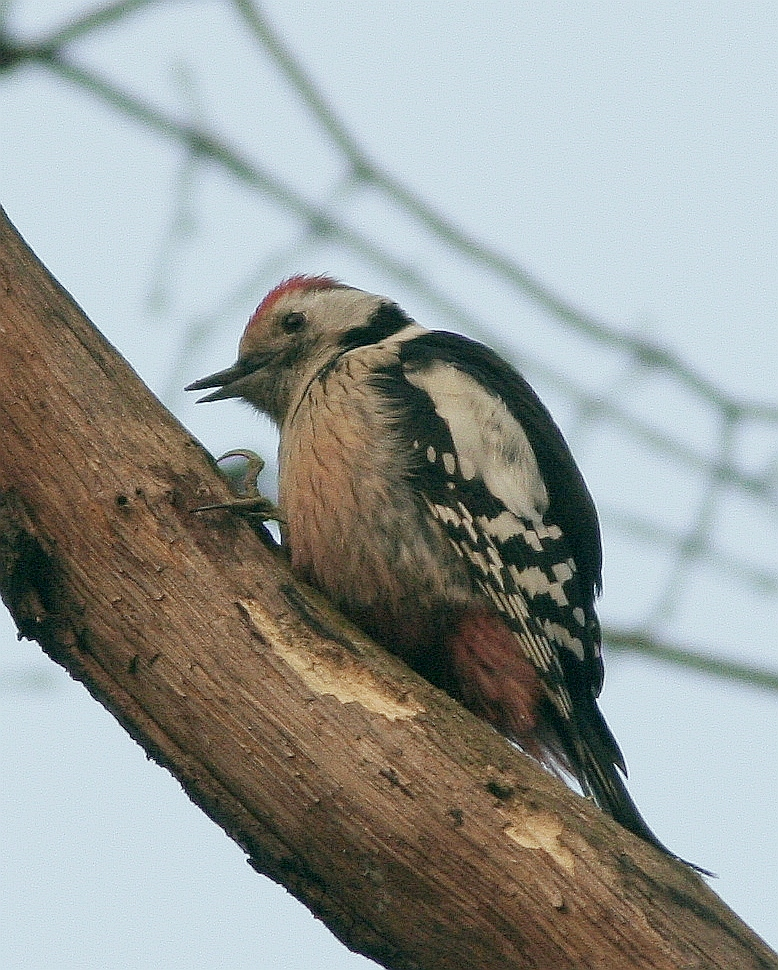
Közép tarkaharkály
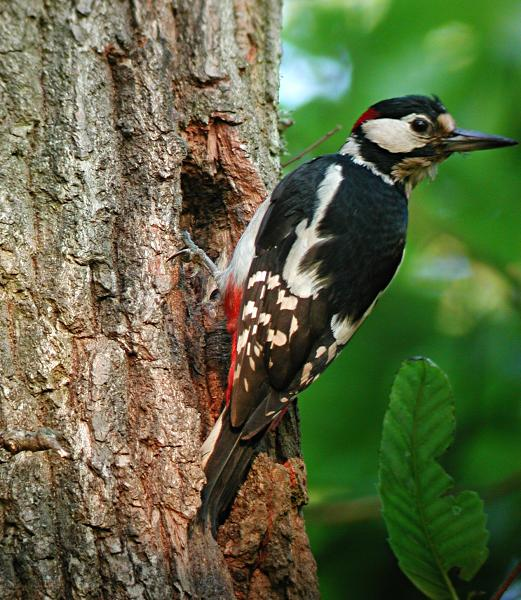
Nagy tarkaharkály
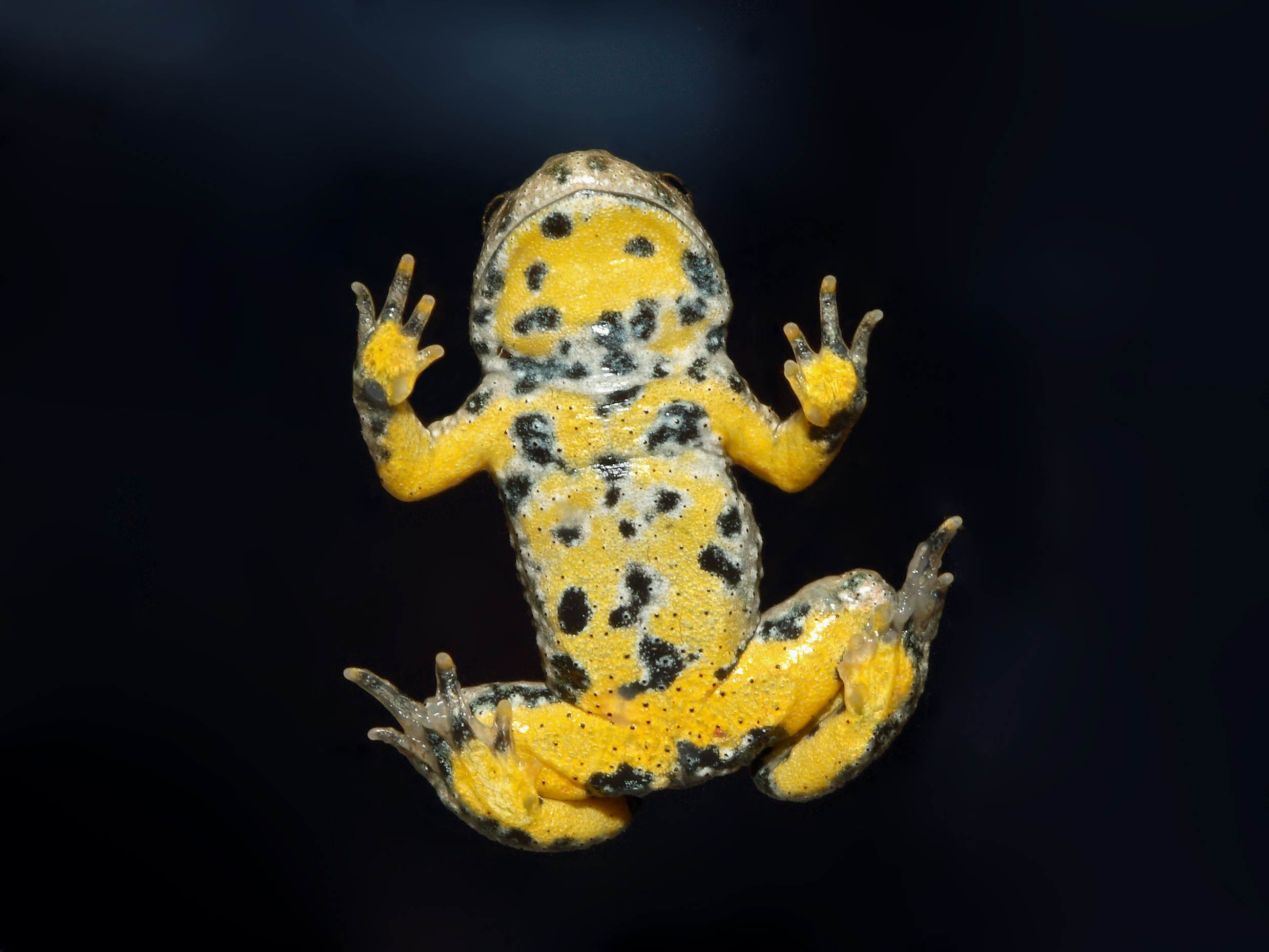
Sárgahasú unka
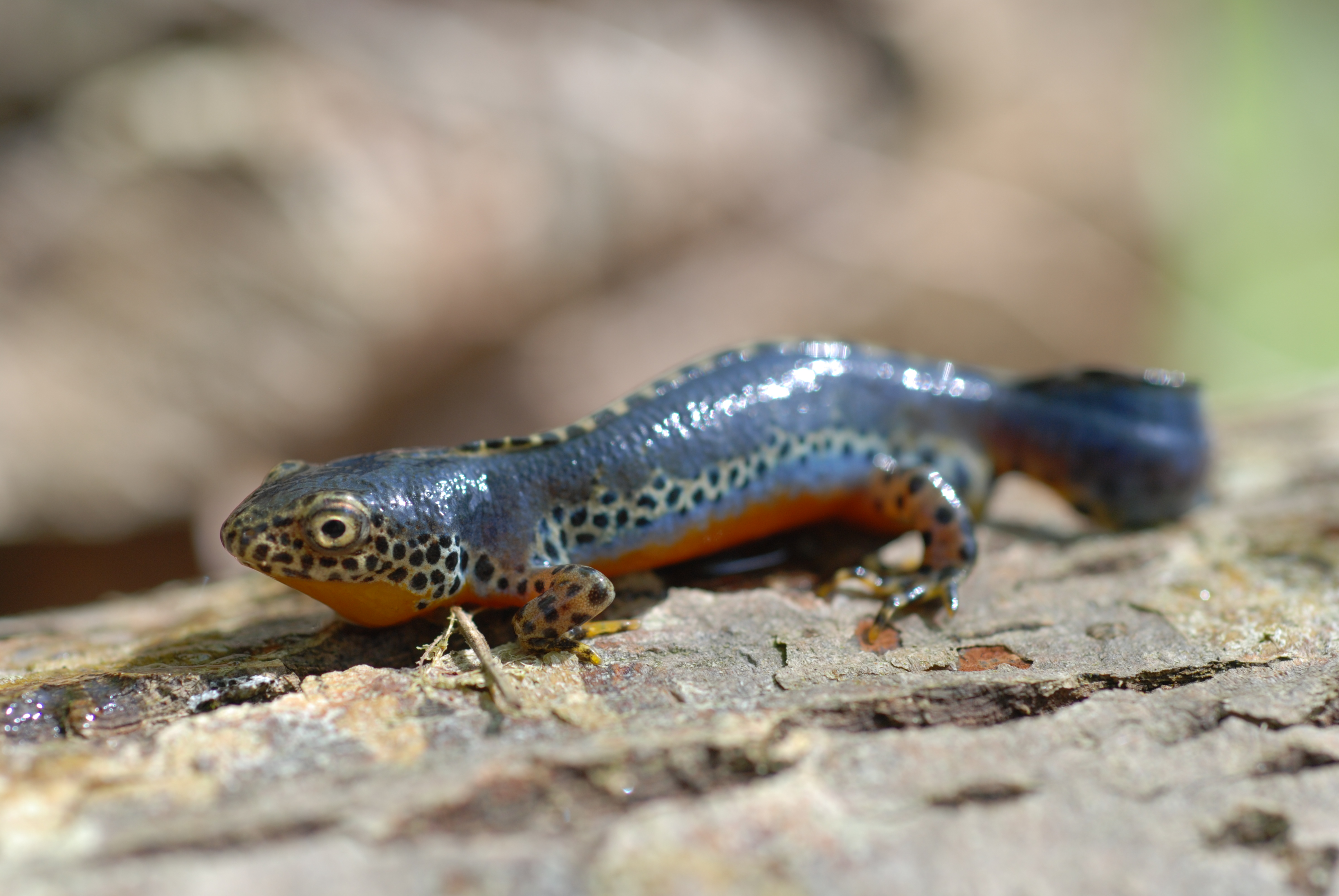
Alpesi gőte